# Топоров, Виктор Леонидович
Ви́ктор Леони́дович Топоро́в (9 августа 1946, Ленинград — 21 августа 2013, Санкт-Петербург) — советский и российский литературный критик, публицист и переводчик, филолог. Был ответственным секретарём премии «Национальный бестселлер», членом жюри Григорьевской поэтической премии, членом Союза писателей Санкт-Петербурга и творческого союза «Академия российской словесности».

## Биография
Родился 9 августа 1946 года в Ленинграде. Родители не жили вместе. Мать, адвокат Зоя Николаевна Топорова (1909—1997), происходила из семьи крещёных петербургских евреев — и её отец, председатель городского арбитражного суда Николай Абрамович Топоров, и дед, Борис Матвеевич Кричевский, были адвокатами, присяжными стряпчими, как и все дяди (один из них — поэт-символист Юрий Борисович Кричевский, сотрудник журнала «Вестник литературы»). З. Н. Топорова была, среди прочего, защитницей на судебных процессах Иосифа Бродского и Револьта Пименова. Отец, Ефим Фёдорович (Хаим-Лейб Фокич) Бегун (1899—1962), был бундовцем, участником Гражданской войны в Одессе на стороне красных, а поселившись в Ленинграде в начале 1930-х годов, также работал адвокатом.
В 1964 году Виктор Топоров окончил школу № 297. В 1964—1969 годах учился на филологическом факультете Ленинградского государственного университета, получил диплом германиста. Был автором и редактором рукописного студенческого журнала «Звенья» (1966—1968).
Переводил английскую, американскую, немецкую, нидерландскую поэзию (Дж. Донн, Дж. Байрон, У. Блейк, П. Б. Шелли, Э. По, Р. Браунинг, О. Уайльд, Р. Киплинг, Г. Мелвилл, Т. С. Элиот, У. Х. Оден, Р. Фрост, И. В. Гёте, К. Брентано, Ф. Ницше, Р. М. Рильке, Г. Бенн, П. Целан, поэты-экспрессионисты, Г. А. Бредеро, Люсеберт, Х. Клаус и другие). Также перевёл романы «Американская мечта» Н. Мейлера, «Шпион, пришедший с холода» Дж. Ле Карре (оба в соавторстве с А. К. Славинской) и ряд остросюжетных английских и американских романов. Составил антологию «Сумерки человечества» (1990), однотомник стихов и прозы С. Плат (1993), сборник пьес Т. С. Элиота (1997). Автор-составитель поэтической антологии «Поздние петербуржцы» (1990).
Публиковался в качестве критика в газетах «Независимая газета», «Смена», «Литератор», «Петербургский литератор», «Слово и дело», «День литературы», «Литературная газета», «Культура», «Век», «Петербургский Час пик», «Санкт-Петербургские ведомости», «Столичная вечерняя газета», «Известия»; в журналах — «Литературное обозрение», «Звезда», «Нева», «Постскриптум», «Воскресение», «Свободная мысль», «Век XX и мир», «Среда», «Сеанс» и других, а также в интернет-изданиях «Взгляд» и «Свободная пресса». С 1990 года публиковался в качестве общественно-политического обозревателя.

Его схема работы не лишена даже своеобразного психологизма: Топоров старается нащупать в биографии (не в тексте!) автора какие-то больные места, насмешливо обыгрывает их, выставляя на всеобщее обозрение и в случае удачи наслаждаясь публичными страданиями оскорблённого авторского самолюбия.
— Анна Голубкова
В 1974 у Топорова родилась дочь Аглая, впоследствии — журналист, блогер, работала заместителем главного редактора газеты «Коммерсантъ-Украина», в 1999—2014 годах проживала в Киеве. Автор книги «Украина трёх революций» (шорт-лист премии «Национальный бестселлер»—2016).
Топоров был сильным шахматистом-любителем, воспитанником шахматного кружка Ленинградского Дворца пионеров. В студенческие годы активно выступал в ленинградских соревнованиях ДСО «Буревестник». Имел звание кандидата в мастера спорта. В 1990—2000-х годах регулярно и не без успеха выступал в проводившихся в Петербурге открытых соревнованиях (мемориале М. И. Чигорина, мемориале А. Д. Петрова, турнире «Белые ночи»). Среди противников Топорова в этих соревнованиях были известные шахматисты А. Гири, В. Стойка, Г. М. Чепукайтис и другие. В 1998 году В. Топоров впервые после долгого перерыва сыграл в серьёзном соревновании — Мемориале М. И. Чигорина и набрал 5 из 9, опередив ряд гроссмейстеров (С. Иванова, А. Кочиева, В. Логинова и других) и получив в январе 1999 года рейтинг 2334.
С 2000 года по 2005 год являлся главным редактором издательства «Лимбус Пресс» (Санкт-Петербург). С 2004 года В. Топоров был обозревателем «Политического журнала». Активно посещал большое количество литературных мероприятий в Санкт-Петербурге.
Скончался 21 августа 2013 года в Санкт-Петербурге. Об этом сообщила знакомая Топорова филолог и переводчик Апполинария Аврутина: «Он умер. В полдень» 24 августа 2013 года прошла церемония прощания в Пушкинском доме (ИРЛИ). Около 250 человек пришли на гражданскую панихиду, среди них — телеведущая Ника Стрижак, рок-музыкант Владимир Рекшан, другие петербургские деятели культуры. Похоронен на Смоленском православном кладбище.

## Оценки современников
Виктор Топоров имел репутацию крайне конфликтного и противоречивого человека. Литературовед Глеб Морев характеризовал Виктора как «подвизающегося у нас на ниве примитивной провокации».

Топоров был известен крайне негативным отношением к современной российской фантастике, неоднократно жёстко высказываясь об этом как в личном блоге, так и в статьях:
Потому что быть фантастом («го…офантастом», — как, не церемонясь, выражаются в Сети) в нашей литературе считается не столько предосудительным, сколько позорным. Фантасты и их читатели (так называемый фэндом) обитают в отдельной резервации, имеющей ряд устойчивых признаков лепрозория.
Перед нами (вернее, в стороне от нас — и мы стараемся в эту сторону не смотреть) существует этакая Республика прокажённых. Точнее, Королевство прокажённых, на троне (буквально! У них имеется и трон) восседает Борис Натанович Стругацкий — слуга царю (покойному брату Аркадию) и отец (духовный) солдатам: тем самым — по самоопределению и по призванию — фантастам, которых нехорошим словом именуют в Сети.

Можно выразиться и резче: отношение к фантастам в литературной среде (отношение, разумеется, творческое, а не личное) целиком и полностью совпадает с отношением к «опущенным» в среде криминальной. 
На новости о кончине Топорова встречались полярные реакции:
«Говорят, помер Топоров. Если это не такая же брехня, как его сочинения, — то это очень приятная новость. Именно в то самое время, когда в воздухе всё больше аммиака, один из патентованных его изготовителей внезапно свернул производство».

— Дмитрий Кузьмин, поэт.

«У него было много друзей и врагов. И для первых, и для вторых это одинаковая потеря. Друзья потеряли дорогого человека. А для врагов это другая беда, поскольку теперь они могут не опасаться ничего, а это не будет им на пользу».
— Сергей Носов, писатель и драматург.

## Образ в литературе

### Прототип
- Абрам Колунов (спутник главного героя) в поэме Геннадия Григорьева «День „Зенита“»[22]
- Гектор Колунов (главный герой) в рассказе Александра Карасёва «На премии „Пушкинский дар“»[23].
- «Тот Самый Критик» в книге Татьяны Алфёровой «Лестница Ламарка»[24].
- Под собственным именем выведен в романе Андрея Аствацатурова «Осень в карманах» (2015)[25]
- Является сквозным, сюжетообразующим персонажем в романе-пасквиле Станислава Шуляка «Инферно».

### Стихотворения на смерть Виктора Топорова
- Борис Херсонский. «То друга потеряешь, то врага…»
- Евгений Лесин. Из цикла «Коктебло-2013»
- Игорь Иртеньев. «На смерть NN»

## Премии
- Победитель общегородского турнира юных поэтов (1964)[26]
- Дипломант премии ЦК ВЛКСМ (за работу «Образ Эмпедокла в творчестве Гельдерлина», 1968)[26]
- Лауреат премии газеты «Книжное обозрение» «Человек книги» в номинации «Главный редактор» (2002)
- Лауреат премии «Золотое перо» (Санкт-Петербург, в номинации «Лучший материал в сфере культуры», 2008)[27]
- Лауреат премии Георга Тракля (Австрия, 1987).
- Лауреат премии «Человек книги» (Москва, в номинации «Главный редактор», 2002).

### Публикации Виктора Топорова

#### Книги

##### Авторские книги
- Виктор Топоров. Двойное дно. Признания скандалиста. — М.: Захаров, АСТ, 1999. — 472 с. — 6000 экз. — ISBN 5-8159-0026-5.
- Виктор Топоров. Похороны Гулливера в стране лилипутов. — СПб.: Лимбус Пресс, 2002. — 496 с. — (Инстанция вкуса). — 3000 экз. — ISBN 5-8370-0010-0.
- Виктор Топоров. Руки брадобрея: Избранная публицистика. — СПб.: Норд-Вест, 2003. — 448 с. — 1000 экз. — ISBN 5-98278-006-5.
- Виктор Топоров. Жёсткая ротация. — СПб.: Амфора, 2007. — 496 с. — (Личное мнение). — 3000 экз. — ISBN 978-5-367-00332-1.
- Виктор Топоров. Гражданский арест. Статьи, не попавшие в Сеть: Эссе / Ред. Вадим Левенталь. — СПб.: Лимбус Пресс, 2014. — 660 с. — (Инстанция вкуса). — 1000 экз. — ISBN 978-5-8370-0653-1.
- Виктор Топоров. Да здравствует мир без меня!: Стихи, переводы / Предисл. А. Топорова. — СПб.: ТД «Современная интеллектуальная книга», 2016. — 264 с. — 1000 экз. — ISBN 978-5-904744-27-4.
- Топоров Виктор. О западной литературе / Сост. и предислов. В. Левенталь. — СПб.: Лимбус Пресс; ООО «Издательство К. Тублина», 2019. — 458 с. — 2000 экз. — ISBN 978-5-8370-0851-1.

##### Переводы
- Плат С. Под стеклянным колпаком : [Авторский сборник] / Пер. с англ. и послесловие В. Л. Топорова. — СПб.: Северо-Запад, 1994. — 342 с. — (Женская библиотека). — 10 000 экз. — ISBN 5-8352-0280-6.
- Бенн Г. Собрание стихотворений: На англ. яз. с паралл. рус. текстом / Сост., предисл., примеч. и пер. с нем. В. Л. Топорова. — СПб.: Евразия, 1997. — 512 с. — (Ultima Thule). — 3000 экз.
- Оден У. Х. Собрание стихотворений : На англ. яз. с паралл. рус. текстом / Сост., предисл., примеч. и пер. с англ. В. Л. Топорова. — СПб.: Евразия, 1997. — 496 с. — (Ultima Thule). — 3000 экз.
- Элиот Т. С. Убийство в соборе : [Пьесы в стихах] / Пер. с англ. В. Л. Топорова. — СПб.: Азбука, 1999. — 256 с. — (Азбука-классика (pocket-book)). — 10 000 экз. — ISBN 5-267-00023-X.
- Фрост Р. Неизбранная дорога / Сост., предисл. и примеч. В. Л. Топорова; пер. с англ. Н. М. Голя, М. А. Зенкевича, В. Л. Топорова и др. — СПб.: ООО «Издательский Дом „Кристалл“», 2000. — 416 с. — (Библиотека мировой литературы. Малая серия). — 10 000 экз. — ISBN 5-8191-0094-8.
- Топоров В. Л. Любимых убивают все: [переводы] / Сост. А. Топорова, А. Аврутина. — СПб.: Пальмира, 2016. — 280 с. — (Часть речи). — ISBN 978-5-521-00050-0.

#### Публикации в сети
- «Синдром „Тараса Бульбы“: Как разрушить „Русскую премию“: рецепты от председателя жюри» (Частный Корреспондент, 20 апреля 2009 года)
- Статьи на сайте «Частный корреспондент»
- Статьи на сайте «Известия»
- Статьи на сайте «Актуальные комментарии» (недоступная ссылка)
- Статьи на сайте «Взгляд» (внизу страницы)
- Статьи на сайте журнала «Город 812»
- Статьи на сайте «Фонтанка.ру»
- Статьи на сайте журнала «Сеанс»

### О Викторе Топорове
- Ширяев Василий. Бенефис Василия Ширяева. О Топорове, Галковском, Манцове // Урал. — 2009. — № 9.
- Морев Глеб. Про инкарнации гопников // Openspace.ru. — 25 января 2010 года.
- Голубкова Анна. Пишите критику! // Colta.ru. — 14 июня 2013 года.
- Умер Виктор Топоров (недоступная ссылка — история) // СПбСЖ.ру. — 21 августа 2013 года.
- Губин: Топоров — колючий кустарник, без которого петербургский литературный пейзаж неполон // Росбалт. — 21 августа 2013 года.
- Бавильский Дмитрий. Случай Топорова // Частный Корреспондент. — 21 августа 2013 года.
- Балуев Сергей. За что Топорову надо поставить памятник // Фонтанка.ру. — 21 августа 2013 года.
- Памяти Виктора Топорова // Известия. — 21 августа 2013 года.
- Скончался публицист и переводчик Виктор Топоров // Эхо Москвы — Санкт-Петербург. — 21 августа 2013 года.
- Межуев Борис. Человек, который жил сам по себе // Известия. — 21 августа 2013 года.
- Клявина о Топорове: Он иногда заигрывался, чтобы не быть таким, как все // Росбалт. — 21 августа 2013 года.
- Никитина Ирина. В Петербурге умер критик Виктор Топоров // ok-inform.ru. — 21 августа 2013 года.
- Герман Садулаев: «Национальный бестселлер» нужно переименовать в премию имени Топорова» // Балтийское информационное агентство. — 21 августа 2013 года.
- Сергей Балуев: Топоров скандалил не ради скандала // Росбалт Петербург. — 21 августа 2013 года.
- Коробкова Евгения. Ушёл критик, который не боялся // Вечерняя Москва. — 21 августа 2013 года.
- Журавлёва Ирина. Коллеги о Викторе Топорове: Он был блистателен, даже когда заблуждался: [Высказывания Сергея Балуева, Александра Щипкова, Александра Гаврилова, Татьяны Москвиной] // Лениздат.ру. — 21 августа 2013 года.
- Багров Владимир. Виктор Топоров обрёл вечный покой // Багруша. — 21 августа 2013 года.
- Писатель Самуил Лурье: у Топорова был беспощадный вкус // Piter.tv. — 21 августа 2013 года.
- Давыдов Олег. Виктор Топоров. Прощание, запрещающее печаль // Перемены. — 21 августа 2013 года.
- Памяти Виктора Топорова: [Игорь Караулов, Всеволод Емелин, Борис Херсонский] // Культурная инициатива. — 22 августа 2013 года.
- Кантор Максим. Русский интеллигент // Известия. — 22 августа 2013 года.
- О Викторе Леонидовиче // Общественное мнение. — 22 августа 2013 года.
- Прощание с Виктором Топоровым пройдёт 24 августа в Пушкинском доме // Дождь. — 22 августа 2013 года.
- Прощание с критиком Виктором Топоровым пройдёт в Петербурге 24 августа в Пушкинском доме // firstnews. — 22 августа 2013 года. Архивировано из оригинала 3 сентября 2013 года.
- Соколов Максим. Виктор Топоров не страшился говорить, что думает // Православие и мир. — 23 августа 2013 года.
- Прощание с Виктором Топоровым пройдёт 24 августа // Лениздат.ру. — 23 августа 2013 года.
- Прощание с критиком Виктором Топоровым пройдёт в Пушкинском доме // Санкт-Петербург.ру. — 23 августа 2013 года.
- Лукашев Виталий. Мнение Виктора Топорова нельзя было не уважать // Вести.ру. — 24 августа 2013 года.
- Янкелевич Елена. Похороны Топорова: из ненавидевших его можно составить город // Piter.tv. — 24 августа 2013 года.
- В Пушкинский дом прощаться с Виктором Топоровым пришли сотни человек // P1spb.ru. — 25 августа 2013 года. Архивировано 5 марта 2016 года.
- Памяти Виктора Топорова: Программа «Дифирамб» с участием Бориса Куприянова, Александра Гаврилова, Дмитрия Ольшанского (ведущая Оксана Чиж) // Эхо Москвы. — 25 августа 2013 года.
- Чуди Ирина. «Тем, кто считает, что без Топорова читать в сетях нечего, советую...» // Город 812. — 26 августа 2013 года.
- Лукина Наталия. «Моей печи недостаёт сверчка…» Неизвестная поэзия Виктора Топорова // Литературная жизнь Петербурга. — 27 августа 2013 года.
- Н. К. ... (недоступная ссылка — история) // Газета о газетах. — 27 августа 2013 года.
- Панин Игорь. Нет его – и всё разрешено? // Литературная газета. — 27 августа 2013 года. — № 33—34 (6427).
- Сенчин Роман. Зубастый интеллигент // Литературная Россия. — 30 августа 2013 года. — № 33—34. Архивировано из оригинала 11 ноября 2013 года.
- Григоров Амирам. «Да здравствует мир без меня...» // Книжное обозрение. — 19 августа — 1 сентября 2013 года. — № 16.
- Анкудинов Кирилл. Хроника тонущего корабля. Прогулки по журнальному саду с Кириллом Анкудиновым // Свободная пресса. — 1 сентября 2013 года.
- Возницкий Ликон. Максимкина контора. Максим Кантор собирается издавать журнал имени Виктора Топорова (недоступная ссылка — история) // Газета о газетах. — 9 сентября 2013 года. — № 52.
- Шергина Наталья. «Культуру убивает отсутствие философии». Художник Эдуард Кочергин о своей новой книге, которая посвящена театру // Огонёк. — 23 сентября 2013 года. — № 37 (5297).
- Бычков Андрей. О Викторе Топорове (25 сентября 2013). Дата обращения: 25 сентября 2013.
- Ширяев Василий. Умер Виктор Топоров (18 октября 2013). Дата обращения: 18 октября 2013.
- Волчек Дмитрий. Молимся на Петросяна // Радио Свобода. — 21 октября 2013 года.
- Рахаева Юлия. Нарушитель границы. Максим Кантор вновь вышел в финал «Большой книги» // Российская газета. — 24 октября 2013 года. — № 6215 (239).
- Левенталь Вадим. Измерение адекватности: писатель Вадим Левенталь — памяти Виктора Топорова // Известия. — 2015. — 21 августа.
- Фунт Игорь. Сочувствие // Свободная пресса. — 2015. — 21 августа.